# Tethionea strumosa
Tethionea strumosa är en skalbaggsart som beskrevs av Francis Polkinghorne Pascoe 1869. Tethionea strumosa ingår i släktet Tethionea och familjen långhorningar.
Artens utbredningsområde är Irian Jaya. Inga underarter finns listade i Catalogue of Life.